# Muerte de Sacco y Vanzetti
Nicola Sacco (22 de abril de 1891 - 23 de agosto de 1927) y Bartolomeo Vanzetti (11 de junio de 1888 - 23 de agosto de 1927) eran dos inmigrantes italianos, trabajadores y anarquistas, que fueron juzgados, sentenciados y ejecutados en la silla eléctrica el 23 de agosto de 1927 en Massachusetts por el presunto robo a mano armada y asesinato de dos personas en 1920 en South Braintree, Massachusetts.
Su controvertido juicio atrajo una enorme atención internacional, con críticos acusando al fiscal y al juez Webster Thayer de conducta impropia por condenarlos a muerte en 1921 después de un juicio de pocas horas, y de permitir que sentimientos antiitalianos, antiinmigrantes y antianarquistas predispusieran al jurado. Algunas figuras prominentes estadounidenses, tales como el jurista Felix Frankfurter y Upton Sinclair apoyaron públicamente al Comité de Defensa de Sacco y Vanzetti, una organización privada que realizó apelaciones no exitosas al veredicto. Las apelaciones también fueron negadas por la Corte Suprema de Massachusetts y por la Corte Suprema de los Estados Unidos. En 1926 el caso se convirtió en una polémica internacional y para 1927 las protestas masivas ya habían ocurrido en Nueva York, Londres, Ámsterdam y Tokio, así como huelgas a través de Sudamérica y disturbios en París, Ginebra, Alemania y Johannesburgo. Debido a esta polémica y a una recepción masiva de telegramas pidiendo el perdón a Sacco y Vanzetti, el entonces gobernador de Massachusetts, Alvan Tufts Fuller, integró una comisión que a partir de junio de 1927 investigó el caso, pero confirmó el veredicto, ejecutándose la sentencia mortal el 23 de agosto de 1927. El hecho suscitó violentas protestas y atentados con bombas en diversas ciudades del mundo.
Desde su muerte, se ha dicho que esta fue debido a su ideología anarquista y que fueron injustamente ejecutados. Las investigaciones siguieron en las décadas de 1930 y 1940. La publicación de las cartas de ambos con elocuentes declaraciones de inocencia han acrecentado la creencia de que son inocentes, sin embargo, algunas pruebas balísticas —hechas al arma homicida que no gozó de la debida cadena de custodia— y algunas declaraciones incriminatorias por sus conocidos han nublado el caso. En 1977, el gobernador de Massachusetts, Michael Dukakis, hizo una declaración diciendo que Sacco y Vanzetti fueron injustamente enjuiciados y encarcelados y que «cualquier deshonor debería ser para siempre borrado de sus nombres».

## Antecedentes
Sacco y Vanzetti fueron acusados por los asesinatos de Frederick Parmenter, un encargado de la nómina gubernamental y Alessandro Berardelli, un vigilante de seguridad; y del robo de 15 776,51 dólares de la Slater-Morrill Show Company, en Pearl Street en South Braintree, Massachusetts durante la tarde del 15 de abril de 1920. Los dos hombres fueron arrestados en Buffalo, Nueva York el 5 de mayo de 1920.
Sacco era un zapatero nacido en Torremaggiore, Foggia que emigró a los Estados Unidos a los diecisiete años. Vanzetti era un pescadero nacido en Villafalletto, Cuneo que llegó a los Estados Unidos a los veinte años. Se dice que el juez en el caso, Webster Thayer, le dijo al jurado: "Este hombre [Vanzetti], aunque no haya en realidad cometido ninguno de los crímenes que se le atribuyen, es sin duda culpable, porque es un enemigo de nuestras instituciones". No hay registro de este comentario en la transcripción completa del juicio.
Lo que es seguro es que los dos hombres eran seguidores de Luigi Galleani, un anarquista italiano, que abogaba por la violencia revolucionaria, incluyendo la detonación de bombas y el asesinato. Galleani publicó Cronaca Sovversiva (Crónica Subversiva), un periódico que promovía la revolución violenta, así como un manual explícito para la fabricación de bombas (La Salute è in voi!) que era ampliamente distribuido entre sus seguidores. En ese momento, los anarquistas italianos estaban a la cabeza en la lista de los enemigos peligrosos del gobierno, y habían sido identificados como sospechosos en varias explosiones violentas e intentos de homicidio (incluso uno de envenenamiento masivo), que iban desde el intento de asesinato por parte de Alexander Berkman en 1892 de Henry Clay Frick en medio de la huelga de Homestead, Pittsburgh, cuando este contrató pistoleros para asesinar y amedrentar a los huelguistas (de hecho, Alexander Berkman era un inmigrante ruso; había cumplido una sentencia de 13 años por el intento de asesinato y después fue deportado a su país). Cronaca Sovversiva fue suprimido en julio de 1918, y Galleani con ocho de sus asociados más cercanos fueron deportados el 24 de junio de 1919. La mayor parte de los galleanistas que quedaron evitaron ser arrestados entrando en inactividad o actuando en secreto.
Sin embargo, alrededor de sesenta militantes se consideraban implicados en una guerra de clases que requería represalias. Por tres años, libraron una campaña intermitente de terrorismo dirigido a políticos, jueces y otros oficiales federales y locales, especialmente aquellos que habían apoyado la deportación de extranjeros radicales. El más importante, de entre la docena o más de actos terroristas que los galleanistas cometieron o que se sospecha cometieron, fue la detonación de una bomba en el hogar del fiscal general A. Mitchell Palmer el 2 de junio de 1919. En aquel incidente, un galleanista, Carlo Valdinoci (un asociado de Sacco y Vanzetti), resultó muerto cuando la bomba dirigida al fiscal Palmer explotó en sus manos mientras la colocaba. Un panfleto incendiario encontrado en la escena de esta y otras detonaciones a medianoche el mismo día estaba firmado: "Los Luchadores Anarquistas".
Sacco y Vanzetti habían estado involucrados hasta cierto grado en la campaña de ataques con bombas, aunque sus roles no se han podido determinar con exactitud.[cita requerida] Este hecho explica mucho sobre sus actividades y comportamiento sospechoso la noche de su arresto, el 5 de mayo de 1920. Dos días antes habían sabido que un compañero llamado Andrea Salsedo había sido tirado desde una ventana de la Oficina de Investigación en Park Row, Nueva York, resultando muerto.[cita requerida] En su momento se especuló si Salsedo fue empujado por la ventana o si se cayó durante un intento de obtener información mientras era sostenido por los tobillos fuera de la ventana, una conocida técnica de interrogatorio de "tercer grado".
Roberto Elia, otro galleanista que se encontraba bajo arresto, fue liberado y testificó que Salsedo estaba desesperado y se suicidó pensando que era la única manera de evitar traicionar a otros galleanistas. En su libro de 1965, Protest: Sacco-Vanzetti and the Intellectuals, pp.75-76, 80, David Felix apoya esta idea. Él había entrevistado a muchos de los participantes en el caso Sacco-Vanzetti, pero la verdad sobre Salsedo, cuya muerte pudo haber causado acciones más violentas por parte de sus compañeros, tal vez nunca se sabrá. Salsedo trabajaba en una imprenta de Brooklyn que agentes federales habían relacionado con el panfleto de "Los Luchadores Anarquistas". Los galleanistas sabían que Salsedo había sido retenido por varias semanas y que había sido golpeado, y podían intuir que Salsedo y su camarada Roberto Elia habían hecho importantes revelaciones sobre la bomba puesta el 2 de junio de 1919, lo que sería confirmado después por el fiscal general Palmer.
Los galleanistas se dieron cuenta de que tendrían que realizar sus planes en secreto y deshacerse de toda prueba incriminadora. Sacco y Vanzetti fueron encontrados manteniendo correspondencia con varios galleanistas, y una de las cartas a Sacco específicamente lo prevenía para que destruyera todo el correo después de leer la carta..
Sospechas de la policía en relación con el robo en South Braintree y sobre otro en South Bridgewater se centraban en los italianos anarquistas locales, aunque en realidad pocas pruebas sugerían una conexión entre los crímenes y el movimiento, una teoría era que habían cometido los robos para obtener fondos para su campaña de detonaciones. Sin embargo, el 16 de abril, un día después de los asesinatos y robos, el jefe de la policía local Michael E. Stewart fue llamado por el Servicio Federal de Inmigración (FIS por sus siglas en inglés) sobre el anarquista italiano Ferrucio Coacci, quien había sido arrestado por ellos dos años antes. Por fomentar la deposición violenta del gobierno, Coacci iba a ser deportado. Coacci seguía logrando posponer esto, hasta el 15 de abril de 1920, el día de los eventos en Braintree. Para justificar su ausencia, llamó al FIS con la excusa que su esposa se había enfermado. Se le pidió a Stewart que investigara esto, y envió a dos policías el 16 de abril. Pronto descubrieron que Coacci estaba mintiendo y que su esposa gozaba de buena salud, pero fueron sorprendidos cuando se mostró feliz de ser arrestado para deportación inmediata. Coacci insistió en esto, y fue liberado de culpa después de que su coartada —su tarjeta de entradas y salidas— demostrase que había trabajado el 15 de abril, fue deportado el 18 de abril. Detenido a su llegada a Italia, sus maletas fueron inspeccionadas pero la policía no pudo encontrar nada.
Stewart comenzó a sospechar y el 20 de abril visitó la residencia Coacci, encontrando a "Mike Boda" —alias de Mario Buda— alquilando la casa. Argumentando que no le agradaba Coacci, dijo que la esposa de este también se había ido rápidamente. Buda admitió fácilmente que tenía una española automática calibre 32 cuando le preguntaron si tenía un arma, teniendo el diagrama de una Savage automática también, tal como la que se había usado en el robo y asesinato. El garaje vacío despertó interés, ya que gracias a las marcas de las ruedas se sabía que dos coches habían estado ahí. Buda dijo que tenía un Oakland 1914, y que estaba en ese momento en la tienda. Un Buick y otro coche más pequeño habían sido usados, aparentemente, durante el crimen. Stewart no tenía jurisdicción o causa probable para arrestar a Buda, y se fue. Descubriendo que Coacci había trabajado para ambas plantas robadas, regresó con la policía de Bridgewater pero Buda había desaparecido con sus posesiones y muebles, para aparecer más tarde en 1928 en Italia diciendo que había escapado de los Estados Unidos. 
La policía organizó una redada en el garaje Johnson donde estaban los vehículos, diciéndole a los propietarios que los llamaran cuando alguien fuera a recoger un Oakland 1914. "Mike" Buda llegó con tres hombres, después identificados como Sacco y Vanzetti junto con otro hombre llamado Riccardo Orciani y realizando una llamada a la policía. Sin embargo, los hombres desaparecieron, presintiendo la trampa. Boda escapó en una motocicleta con Orciani mientras que los desafortunados Sacco y Vanzetti fueron seguidos en un tranvía y finalmente arrestados. Ambos tenían pistolas con ellos, junto con literatura anarquista y Vanzetti llevaba obuses, como los que se habían usado en el crimen. Sacco tenía una Colt automática calibre 32 como la del diagrama y Vanzetti un revólver calibre 38 que decía llevar por protección; la fiscalía dijo que era el arma que le habían quitado al guardia muerto. Era el 5 de mayo de 1920. 
En intentos aparentes para evitar la deportación como anarquistas, mintieron a la policía, esas mentiras saldrían a la luz más adelante durante su caso. Se ha especulado que Coacci estuvo en la escena del crimen, y por ello estaba ansioso de ser deportado y escapar al proceso judicial. Buda y el hombre desconocido desaparecieron, dejando a sus camaradas para sufrir. Vanzetti fue juzgado por el robo de South Bridgewater, Sacco logró demostrar con una tarjeta de entrada y salida que había estado en el trabajo todo el día. El juez fue Webster Thayer, quien criticó al jurado por declarar inocente a un anarquista llamado Sergei Zabraff en un juicio que había presidido dos meses antes. El abogado de Vanzetti fue James Vahey, un distinguido abogado jurista de Boston y dos veces candidato a gobernador de Massachusetts. Aunque Vahey y Vanzetti presentaron dieciséis testigos —italianos de Plymouth que aseguraron haberle comprado anguilas para la temporada navideña— como pescadero no tenía tarjeta de entrada y salida. Los jurados fueron convencidos por varios testigos que identificaron a Vanzetti en la escena del intento de robo y por los obuses que portaba cuando fue arrestado cinco meses después del crimen de Bridgewater. Vanzetti estaba furioso con su abogado quien, según él, "me vendió por treinta monedas de oro como Judas vendió a Jesucristo". Vanzetti también dijo que su abogado lo había convencido de no testificar a su favor temiendo que sus políticas anarquistas condicionaran al jurado. Se piensa que la ausencia del testimonio de Vanzetti contribuyó a convencer al jurado de su culpabilidad. Declarado culpable de un crimen que ningún historiador piensa que cometió, Vanzetti fue sentenciado por el Juez Thayer a cumplir de 12-15 años en la cárcel, la máxima sentencia permitida.

## El segundo juicio

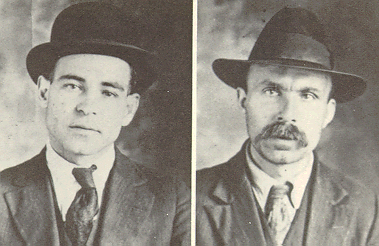
Sacco y Vanzetti

Más tarde Sacco y Vanzetti fueron juzgados por homicidio en Dedham, Massachusetts por los asesinatos de South Braintreee, con Webster Thayer ejerciendo de nuevo como presidente (Thayer pidió ser asignado al caso). Conscientes de la reputación de los galleanistas de construir bombas de dinamita de extraordinario poder, las autoridades de Massachusetts tomaron medidas para defenderse de un posible ataque con bombas. Unos trabajadores cubrieron el tribunal de Dedham, donde el juicio tendría lugar, con placas aislantes de hierro (pintados de manera que combinaran con los de madera del resto del edificio) y pesadas puertas correderas de acero que protegerían esa sección del tribunal en el caso de un ataque con bombas. Cada día del juicio, Sacco y Vanzetti eran escoltados dentro y fuera de la sala con una guardia fuertemente armada.
Vanzetti declaró de nuevo que había estado vendiendo pescado en el momento en que Braintree era robada. Sacco decía que había estado en Boston para obtener un nuevo pasaporte del consulado italiano. Según su versión, habría almorzado con algunos amigos en la parte norte de Boston, los cuales testificaron a su favor. Antes del juicio, el abogado de Sacco, Fred Moore, intentó por todos los medios contactar al empleado del consulado con el cual Sacco decía haber hablado en la tarde del crimen. Un amigo de Moore lo encontró en Italia. El empleado dijo que recordaba a Sacco por la fotografía inusualmente grande que presentó. El empleado también recordaba la fecha - 15 de abril de 1920. El amigo de Moore intentó que el empleado regresara a Estados Unidos para testificar, pero estando enfermo,  rehusó. Lo que pudo haber sido una coartada por un empleado respetable fue reducido a un testimonio escrito que fue leído en voz alta en la corte y rápidamente cuestionado por la fiscalía, la cual argumentó que la visita de Sacco al consulado no podía establecerse con seguridad. También mencionaron que los compañeros con los que almorzó eran anarquistas.
Una buena parte del juicio se basó en pruebas materiales, principalmente balas, pistolas y una gorra. Los testigos de la fiscalía declararon que la bala de calibre 32 que había matado a Berardelli era de una marca tan obsoleta que las únicas balas similares que se podían encontrar para hacer comparaciones eran las encontradas en los bolsillos de Sacco.[cita requerida] Sin embargo la prueba balística, que fue presentada con exhaustivo detalle, era equívoca. Katzmann, después de prometer en un inicio que no intentaría relacionar ninguna bala fatal con el arma de Sacco, cambió de parecer después de que la defensa preparara pruebas de tiro con el arma. Sacco, asegurando no tener nada que ocultar, permitió que su arma fuera probada, con expertos de ambos lados presentes, durante la segunda semana del juicio. La fiscalía relacionó las balas disparadas por la pistola con aquellas tomadas de uno de los guardias asesinados. En la corte, dos expertos de la fiscalía juraron que una de las  balas fatales, rápidamente llamada bala III, coincidía con las de la prueba. Dos expertos de la defensa dijeron que no.[cita requerida] Años más tarde, los abogados de la defensa sugerirían que la bala fatal había sido sustituida por la fiscalía. Haciendo notar que los testigos juraban que uno de los ladrones vaciaba su arma en Berardelli, preguntaron como es que sólo una de las cuatro balas encontradas en el fallecido podía venir del arma de Sacco.
Más dudas aún rodeaban al arma de Vanzetti. Ya que todas las balas encontradas en la escena eran calibre 32 y el arma de Vanzetti era del 38, no había pruebas directas que relacionaran el arma de Vanzetti con la escena del crimen. La fiscalía argumentaba que había pertenecido originalmente al guardia asesinado y que había sido robada durante el robo. Nadie testificó ver a alguien tomar el arma, pero el guardia, quien llevaba 15,776.51 dólares en efectivo por las calles, no tenía su arma cuando fue encontrado muerto. La fiscalía rastreó el arma hasta una zapatería en Boston donde el guardia la había tirado unas semanas antes del homicidio. La defensa fue capaz de generar dudas al demostrar que en dicha zapatería nadie había recogido el arma y que la viuda del guardia le había dicho a un amigo que tal vez no hubiera sido asesinado si hubiera recuperado su arma. Sin embargo, el jurado creyó la versión de la fiscalía.
La pieza final de prueba material de la fiscalía era una gorra que decían había pertenecido a Sacco. Este se probó la gorra en la corte y, de acuerdo con dos artistas de dos periódicos que publicaron ilustraciones al día siguiente, era demasiado pequeña. Pero Katzmann insistió en que la gorra le quedaba bien a Sacco y continuó refiriéndose a ella como suya.
La controversia que siguió desacreditaba a los testigos de la fiscalía que identificaban a Sacco en la escena del crimen. Primero, una bibliotecaria llamada Mary Splaine, precisamente describía a Sacco como al hombre que vio disparando desde el auto en fuga. Sin embargo el interrogatorio de la defensa reveló que Splain se había negado a identificar a Sacco en el interrogatorio previo y que había visto al auto en fuga a media calle de distancia. Mientras que algunos otros señalaban a Sacco o a Vanzetti como los hombres que habían visto en la escena del crimen, muchos más testigos, tanto de la fiscalía como de la defensa se negaron a hacerlo.
Después de deliberar durante sólo tres horas y hacer una pausa para cenar, el jurado regresó con el veredicto de culpables. Las personas que apoyaban a Sacco y Vanzetti insistían en que habían sido condenados por sus ideas anarquistas, sin embargo cada miembro del jurado aseguró que el anarquismo no había tenido un papel en la decisión. El asesinato en primer grado en Massachusetts era un crimen capital. Sacco y Vanzetti estaban destinados a la silla eléctrica a menos que la defensa pudiera encontrar nuevas pruebas.

## Apelaciones e investigación para clemencia
Las apelaciones, protestas y negaciones continuaron durante los seis años siguientes. Mientras la fiscalía defendía el veredicto, la defensa, guiada por el abogado radical Fred Moore, revelaba muchas razones para dudar. Tres testigos clave de la fiscalía admitieron haber sido coaccionados para identificar a Sacco en la escena del crimen. Pero cuando fueron confrontados con el fiscal Katzman, todos cambiaron de nuevo su historia, negando cualquier coerción. En 1924, la controversia continuó cuando se descubrió que alguien había cambiado el tambor del arma de Sacco por el de otra Colt automática usada para la comparación. Otras apelaciones se centraban en el líder del jurado y en el experto en balística de la fiscalía. En 1923, la defensa interpuso un acta notarial de un amigo del líder del jurado en la que juraba que antes del juicio, este había dicho de Sacco y Vanzetti, "Malditos sean, ¡deberían ahorcarlos de cualquier manera!" El mismo año, un capitán de policía del estado se retractó de su testimonio en el juicio que relacionaba el arma de Sacco con la bala fatal. El Capitán William Proctor dijo que nunca intentó implicar la conexión y que en repetidas ocasiones le dijo a Katzmann que no existía tal conexión pero que la fiscalía había dirigido el interrogatorio del juicio de manera que ocultaba su opinión.
Aumentando la creciente convicción de que Sacco y Vanzetti merecían un nuevo juicio estaba la conducta del juez Webster Thayer. Durante el juicio, muchos habían notado que Thayer parecía despreciar al abogado de la defensa Fred Moore. Thayer frecuentemente le negaba las mociones a Moore, diciéndole al abogado californiano como se aplicaba la ley en Massachusetts. En al menos dos ocasiones en la corte, Thayer explotó contra él. Una vez le dijo a los sorprendidos periodistas que "¡Ningún anarquista de pelo largo de California llevaría la corte!" Según testigos que más tarde firmaron actas notariales, Thayer también reprendió a miembros de sus exclusivos clubes, llamando a Sacco y a Vanzetti "¡Bolsheviki!" y diciendo que "los castigaría bien y adecuadamente". Siguiendo el veredicto, el reportero del Boston Globe, Frank Sibley, que había cubierto el juicio, escribió una protesta al fiscal general de Massachusetts condenando el favoritismo de Thayer. En 1924, después de haber negado las cinco peticiones de un nuevo juicio, Thayer confrontó a un abogado de Massachusetts en su alma mater, Dartmouth. "¿Vio lo que hice con esos bastardos anarquistas el otro día?" dijo el juez. "¡Creo que eso los detendrá un poco! ¡Que vayan a la Corte Suprema ahora y que vean lo que les pueden sacar!" El arranque permaneció en secreto hasta 1927 cuando su publicación aumentó la sospecha de que Sacco y Vanzetti no habían recibido un juicio justo.
Por su parte, Sacco y Vanzetti parecían por momentos desafiantes o desesperados. En la edición de Protesta Umana de junio de 1926 publicada por su Comité de Defensa, llevaba un artículo firmado por Sacco y Vanzetti en el que apelaban por represalias por parte de sus colegas. En una referencia al manual de fabricación de bombas de Luigi Galleani (titulado La Salute è in voi!), el artículo concluía: Recuerden, La Salute è in voi!. Sin embargo, ambos, Sacco y Vanzetti escribieron docenas de cartas expresando su sincera inocencia. Sacco, en su rara prosa, y Vanzetti en su elocuente pero minado inglés, insistían en que habían sido entrampados porque eran anarquistas. Seguidores, historiadores y otros que siguen convencidos de su inocencia, señalan a estas cartas como prueba. Cuando las cartas fueron publicadas después de sus ejecuciones, el periodista Walter Lippman escribió: "Si Sacco y Vanzetti era bandidos profesionales, entonces los historiadores y biógrafos que intenten deducir su carácter de documentos personales podrían de una vez evitarlo. A través de cada prueba que conozco para juzgar el carácter, estas son cartas de hombres inocentes".
Ni Sacco ni Vanzetti tenían antecedentes penales, pero eran conocidos por las autoridades como militantes radicales y adherentes de Luigi Galleani quien se había visto envuelto en el movimiento anarquista, huelgas, agitación política, y propaganda contra la guerra. Sacco y Vanzetti clamaban ser víctimas del prejuicio social y político y ambos decían ser sentenciados injustamente por el crimen del cual se les acusaba. Sin embargo, no intentaron distanciarse de sus compañeros anarquistas ni de su creencia en la violencia como un arma legítima contra el gobierno. Como Vanzetti dijo en su último discurso al Juez Webster Thayer:
"No le desearía a un perro o a una serpiente, a la criatura más baja y desafortunada de la tierra — no le desearía a ninguno de ellos lo que he sufrido por cosas de las que no soy culpable. Pero mi convicción es que he sufrido por cosas de las que soy culpable. Estoy sufriendo porque soy un radical, y sí soy un radical; he sufrido porque soy italiano, y sí soy italiano... Si me pudieran ejecutar dos veces, y si pudiera renacer dos veces, viviría de nuevo todo lo que ya he vivido". (Vanzetti habló el 19 de abril de 1927, en Dedham, Massachusetts, donde su caso estaba siendo llevado en el tribunal del Condado de Norfolk, Massachusetts.1)

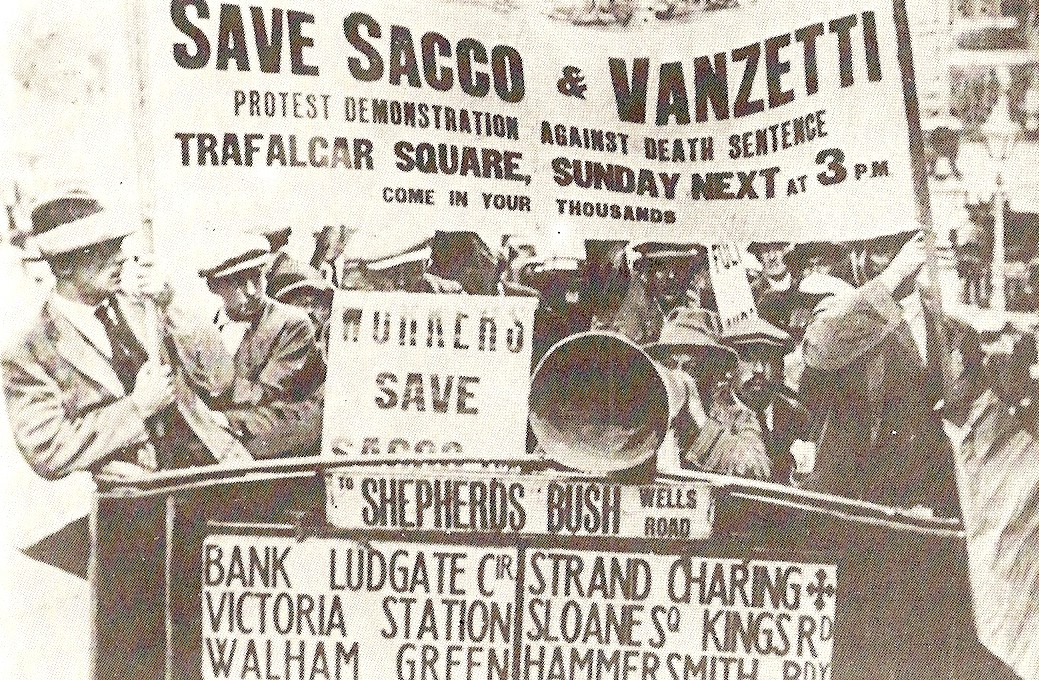
Protesta por la libertad de Sacco y Vanzetti en Londres, 1921

Muchos socialistas intelectuales, incluyendo Dorothy Parker, Edna St. Vincent Millay, Bertrand Russell, John Dos Passos, Upton Sinclair, George Bernard Shaw y H. G. Wells, hicieron campaña en pro de un nuevo juicio, pero no tuvieron éxito. El afamado abogado y futuro juez de la Corte Suprema, Felix Frankfurter también abogó por un nuevo juicio para ambos hombres, escribiendo una fuerte crítica del juez Thayer la cual, cuando publicada en el Atlantic Monthly en 1927, fue ampliamente leída.
Mientras, en la prisión de Dedham, Sacco conoció a un convicto portugués llamado Celestino Medeiros. Más tarde, en 1925, Medeiros dijo haber cometido el crimen del cual Sacco era acusado. Medeiros, cuya vaga confesión contenía muchas anomalías, llevó a los abogados de la defensa hasta una banda de la  que muchos piensan que cometieron los asesinatos de Braintree. Antes de abril de 1920, el líder de una banda, Joe Morelli y sus hombres habían robado zapatos de algunas fábricas en Massachusetts, incluyendo las dos en Braintree donde ocurrieron los asesinatos. Morelli, descubrieron los investigadores, tenía un asombroso parecido con Sacco, tan asombroso que muchos testigos de ambas partes identificaron erróneamente su foto como la foto de Sacco. Cuando fue interrogado en 1925, Morelli negó cualquier involucramiento pero seis años después, se dice que se lo confesó a un abogado de Nueva York. Y en 1973, aparecieron más pruebas contra la banda de Morelli cuando las memorias de un gánster citaban al hermano de Joe como el culpable en los asesinatos de Braintree. Sin embargo, la apelación para un nuevo juicio basado en la confesión de Medeiros fue negada por el juez Thayer. Las siguientes apelaciones a la Suprema Corte Judicial de Massachusetts también fueron negadas.
El 8 de abril de 1927, con sus apelaciones agotadas, Sacco y Vanzetti fueron finalmente sentenciados a muerte en la silla eléctrica. Una protesta mundial surgió entonces, y el gobernador Alvin T. Fuller finalmente accedió a posponer las ejecuciones y a establecer un comité para reconsiderar el caso. Para entonces, el examen de armas había mejorado considerablemente, y se sabía que una pistola automática podía ser relacionada por diferentes métodos si ambas, balas y arma, eran recuperadas de la escena (como en el caso de Sacco). Las pistolas automáticas podían ser relacionadas por marcas únicas en la bala, por las marcas de disparo en el arma, o por marcas únicas del inyector y el extractor en el casquillo. El comité formado para revisar el caso usó los servicios de Calvin Goddard en 1927, quien había trabajado con Charles Waite en la Oficina de balística forense en Nueva York. Goddard era un verdadero experto en armas, entrenado en balística y ciencia forense.
Goddard usó el recientemente inventado método de Philip Gravelle para la comparación por microscopio y helixómetro, para inspeccionar los tambores, y examinar la Colt 0.32 de Sacco, la bala que mató a Berardello y los casquillos recuperados de la escena del crimen. En presencia de expertos de la defensa, disparó una bala del arma de Sacco a una madeja de algodón y después puso el casquillo en el microscopio de comparación junto a los casquillos encontrados en la escena. Más adelante, las analizó cuidadosamente. Los primeros dos casquillos del robo no coincidieron con la pistola de Sacco, pero la tercera sí. Incluso el experto de la defensa afirmó que dos cartuchos habían sido disparados por la misma pistola. El segundo experto original de la defensa también confirmó esto. Otros testigos de las pruebas, incluyendo el asistente del abogado de Sacco, Herbert Ehrmann y un reportero del Boston Herald no estaban convencidos. Tampoco lo estaba el nuevo líder de los abogados, William Thompson, quien consideró que el arma de Sacco estaba "tan alterado por el desuso y el tiempo que dejaban a los experimentos totalmente sin valor". Después de las pruebas, Thompson invitó al gobernador Goddard a sus oficinas donde el experto admitió que había considerado a Sacco culpable aún antes de llegar a Dedham, y había aceptado el caso principalmente para atraer más trabajo de balística. Goddard no opinó sobre si la "Bala III" había sido sustituida pero concordó con Thompson en que las marcas eran diferentes de aquellas en las otras balas. Muchos críticos modernos que sostienen que Sacco, por lo menos, era culpable, citan las pruebas de Goddard. Otros que insisten en su inocencia notan las dudas que Thompson tenía.

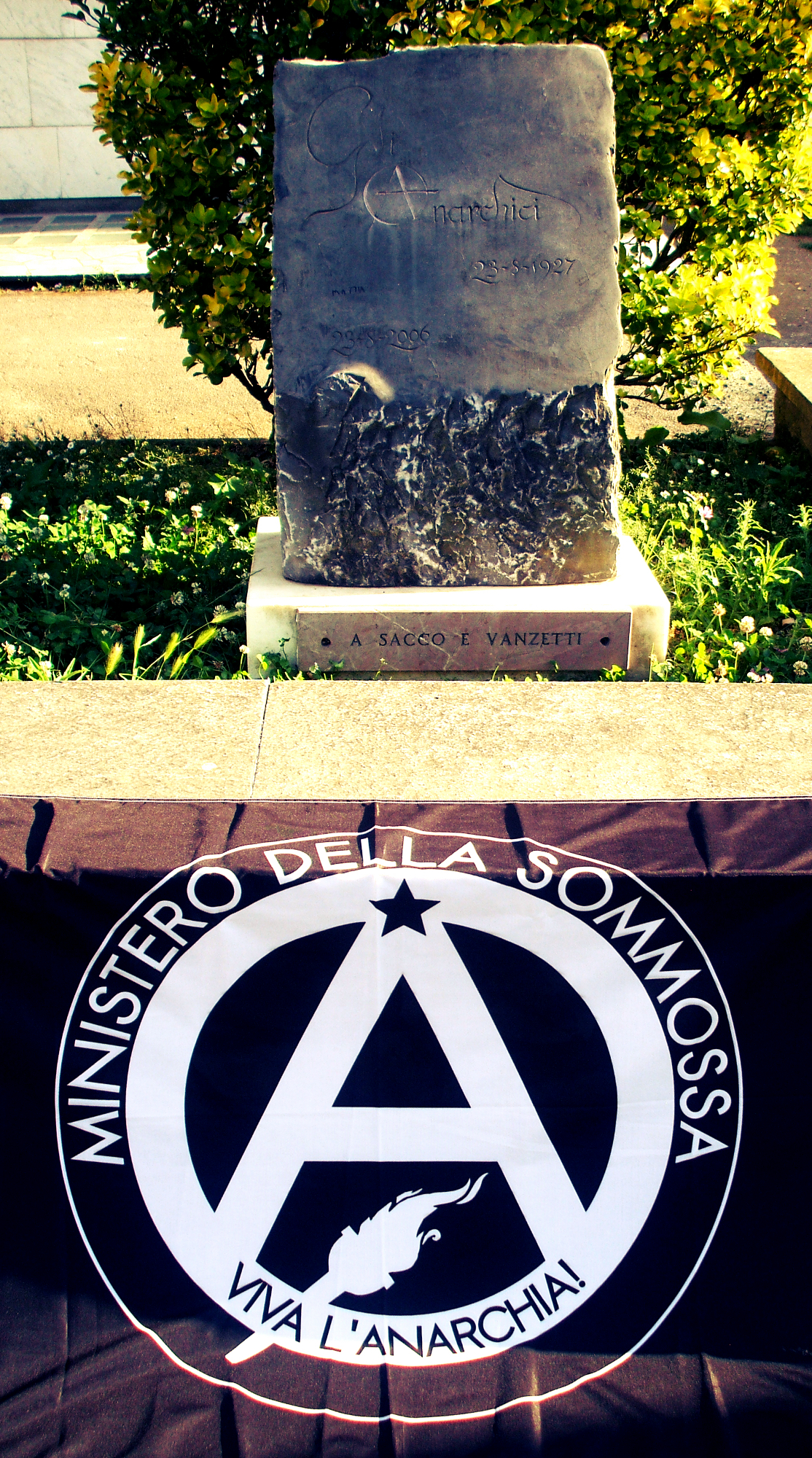
Monumento a Sacco e Vanzetti, Carrara.

## Ejecución y consecuencias
A pesar de grandes protestas y huelgas en todo el mundo, Celestino Madeiros, Nicola Sacco y Bartolomeo Vanzetti fueron ejecutados en la silla eléctrica el 23 de agosto de 1927. La ejecución provocó disturbios en Londres y Alemania. La Embajada de los Estados Unidos en París fue rodeada por manifestantes y la fachada del Moulin Rouge fue dañada. Ambos Sacco y Vanzetti se negaron a recibir a un sacerdote pero se dirigieron tranquila y orgullosamente a sus muertes. Las palabras finales de Sacco fueron "Viva la anarquía!" y "Addio, mia madre". Vanzetti, en sus últimos momentos, amablemente dio las gracias a los guardias con un apretón de manos por su amable trato, leyó una declaración proclamando su inocencia y finalmente dijo, "Deseo perdonar a algunas personas por lo que me están haciendo ahora a mí".
Sus compañeros galeanistas no tomaron la noticia de las ejecuciones con ecuanimidad. Uno o más seguidores de Galleani, especialmente Mario Buda, eran sospechosos de ser los perpetradores del infame y mortal atentado de Wall Street de 1920 después de que los dos hombres fueran inicialmente apresados. En el funeral de la calle Hanover, una corona anunciaba Aspettando l'ora di vendetta (Esperando la hora de la venganza). En 1921, una granada enviada al embajador estadounidense en París explotó, hiriendo a su valet. Otras bombas que fueron enviadas a las embajadas de Estados Unidos fueron interceptadas. En 1926, la casa de Samuel Johnson, el hermano del hombre que había llamado a la policía la noche del arresto de Sacco y Vanzetti (Simon Johnson), fue destruida por una bomba.
Siguiendo la sentencia de Sacco y Vanzetti en 1927, un paquete bomba dirigido al gobernador Fuller fue interceptado en la oficina postal de Boston. Tres meses más tarde, explotaron bombas en el metro de Nueva York, en una iglesia de Philadelphia y en el hogar del alcalde de Baltimore. Uno de los jurados en el juicio de Dedham perdió su casa en una explosión a la medianoche. Menos de un año después de las ejecuciones, una bomba destruyó la fachada del hogar del ejecutor Robert Elliott. Ya en 1932, el juez Thayer fue víctima de un intento de asesinato cuando su hogar fue destruido en una explosión. Después del atentado, Thayer vivió permanentemente en su club en Boston, protegido las 24 horas del día hasta su muerte, ocurrida el 18 de abril de 1933, a los 75 años, a causa de una embolia cerebral.

## Puntos de vista históricos
Muchos historiadores, especialmente historiadores legales, han concluido que la persecución y juicio de Sacco y Vanzetti, así como sus consecuencias, constituyeron un abierto desprecio por las libertades civiles y políticas, especialmente la decisión de Thayer de negar las apelaciones. El juez Webster Thayer, quien presidió el caso, describió a los dos como «bastardos anarquistas»[cita requerida].
Ambos hombres habían huido a México y cambiado sus nombres para evadir alistarse en el ejército, requisito para solicitar la ciudadanía, un hecho usado contra ellos por el fiscal en su juicio por homicidio. Esta implicación de culpa por la comisión de actos no relacionados, es una de las críticas hechas contra el juicio. Aquellos que apoyan a Sacco y Vanzetti argumentarían más tarde que los hombres solamente habían escapado del país para evitar la persecución y registrarse en el ejército, mientras sus críticos dijeron que fue para evitar la detección y arresto por actividades militantes y de sedición en los Estados Unidos. Pero otros anarquistas que huyeron con ellos revelaron la razón probable en un libro de 1953:
Varios anarquistas italianos dejaron los Estados Unidos y fueron a México. Algunos han sugerido que lo hicieron por cobardía. Nada podría ser más falso. La idea de ir a México surgió en las mentes de varios camaradas que estaban alarmados por la idea de que, quedándose en los Estados Unidos, serían retenidos por la fuerza y no podrían regresar a Europa, donde la revolución que había iniciado en Rusia ese febrero prometía extenderse por todo el continente.
Algunos críticos sentían que las autoridades y los jurados estaban influidos por un fuerte prejuicio antiitaliano y contra los inmigrantes, presente en la sociedad contemporánea de la época, especialmente en Nueva Inglaterra. Moore comparó las oportunidades de un italiano para conseguir un juicio justo en Boston con las que tenía una persona de color en el sur estadounidense. Contra los cargos de racismo y prejuicio racial, otros señalan que ambos hombres eran conocidos miembros anarquistas de una organización militante, miembros de una organización que había llevado a cabo una campaña violenta de explosiones e intentos de asesinato, actos condenados por la comunidad italoestadounidense y estadounidenses de todos los orígenes raciales. Sin embargo también es cierto que sus creencias anarquistas también fueron utilizadas en su contra, violando la Primera Enmienda. De hecho no había ningún lazo conocido entre los anarquistas y los robos, algo que los expertos de la Oficina Federal de Investigación señalaron.
Otros creen que el gobierno estaba realmente juzgando a Sacco y a Vanzetti por los robos y asesinatos como una conveniente excusa para detener sus actividades militantes como Galleanistas, cuyas campañas de ataques con bomba en la época se presentaban como una amenaza letal, tanto para el gobierno y para muchos estadounidenses. Enfrentados con un grupo secreto cuyos miembros resistían la interrogación y creyeron en su causa, los oficiales federales y locales usando tácticas de aplicación de la ley convencionales, habían fracasado en sus esfuerzos por identificar a todos los miembros del grupo o en reunir suficientes pruebas para un proceso.
Hoy, su caso es visto como uno de los primeros ejemplos del uso de protestas y movimientos masivos para tratar de liberar a personas sentenciadas. El caso Sacco-Vanzetti evidenció las políticas norteamericanas para acabar con las voces de oposición, ya que se consideraba que estos dos hombres fueron implicados en un crimen que jamás cometieron, pues todo se trataba nada más que de "darle un golpe a los anarquistas".

## Involucramiento de Upton Sinclair
En el 2005, una carta de 1929 de Upton Sinclair a su abogado John Beardsley, Esq., encontrada en una bodega de subastas diez años antes, fue publicada. En ella, Sinclair revelaba que, en la época en la que escribía su libro Boston, le habían dicho que ambos hombres eran culpables. Algunos años después del juicio, Sinclair se vio con el abogado de Sacco y Vanzetti, Fred Moore.
Sinclair reveló que después de las ejecuciones, él había hablado con Moore en un hotel de Denver. «Solo en un cuarto de hotel con Fred, le rogué que me dijera toda la verdad, ... Él me dijo entonces que los hombres eran culpables, y me dijo al detalle como había construido un par de coartadas para ellos. ... Me encontré con el problema ético más difícil de mi vida hasta ese punto, había venido a Boston con el anuncio de que iba a escribir la verdad sobre el caso». Sinclair, además, dijo que era «completamente ignorante sobre el caso, habiendo aceptado la propaganda de la defensa completamente». Una serie de documentos adicionales en los archivos de Sinclair en la Universidad de Indiana muestran el conflicto ético que lo confrontaba.
En enero del 2006, más del texto en la carta de Beardsley se volvió público, revelando algunas dudas sobre la conclusión de que Sinclair creyó la declaración de Moore: «Me di cuenta de ciertos hechos sobre Fred Moore. Había escuchado que había usado drogas. Sabía que había dejado el comité de defensa después de la pelea más amarga. ... Moore admitió que aquellos hombres nunca admitieron su culpa con él; y comencé a preguntarme si su actitud presente y sus conclusiones podrían no ser el resultado del producto de sus errores». Sinclair también había hablado con la exesposa de Moore, quien le aseguró que su esposo nunca había expresado dudas sobre la inocencia de sus clientes ni durante el caso o las consecuencias.
Si Sinclair no le hubiera dado alguna credibilidad a las declaraciones de Moore, no habría sido «el problema ético más difícil de [su] vida». Por otro lado, la posición pública de Sinclair fue consistente en afirmar la inocencia de Sacco y Vanzetti. Ambos, la declaración de Moore y el escepticismo de Sinclair fueron mencionados en una biografía de 1975 de Upton Sinclair, a pesar de los alegatos de que la carta era ya sea un desarrollo nuevo u «original». En contraste a la posición equivoca de Moore, William Thompson, el abogado corporativo que defendió a Sacco y a Vanzetti desde 1924 hasta sus muertes, nunca dudó de su inocencia.